# Cornutiplusia patefacta
Cornutiplusia patefacta är en fjärilsart som beskrevs av Walker 1857. Cornutiplusia patefacta ingår i släktet Cornutiplusia och familjen nattflyn. Inga underarter finns listade i Catalogue of Life.